# Agrostophyllum fibrosum
Agrostophyllum fibrosum är en orkidéart som beskrevs av Johannes Jacobus Smith. Agrostophyllum fibrosum ingår i släktet Agrostophyllum och familjen orkidéer. Inga underarter finns listade i Catalogue of Life.